# Sibřina
Sibřina är en ort i Tjeckien.   Den ligger i regionen Mellersta Böhmen, i den centrala delen av landet, 18 km öster om huvudstaden Prag. Sibřina ligger 280 meter över havet och antalet invånare är 504.
Terrängen runt Sibřina är lite kuperad. Runt Sibřina är det ganska tätbefolkat, med 65 invånare per kvadratkilometer. Närmaste större samhälle är Prag, 18,1 km väster om Sibřina. Trakten runt Sibřina består till största delen av jordbruksmark.